# Joli Coeur
«Joli Coeur» (с фр. — «доброе сердце, также ласковое обращение к объекту любви или женщине») — картина английского художника-прерафаэлита Данте Габриэля Россетти, создававшаяся в 1867 году; на данный момент работа находится в собрании Манчестерской художественной галереи.
Натурщицей для картины стала Эллен Смит. На картине изображена кокетливая молодая женщина на тёмно-зеленом фоне. Левой рукой она придерживает расстёгнутое платье, под которым видно белую нижнюю рубашку, а в правой рукой она взялась за красно-золотое ожерелье с подвеской в форме сердца, комплектующееся с браслетом вокруг её запястья. Её тёмно-рыжие волосы украшены заколкой в виде спирали, инкрустированной жемчугом. Эту же заколку можно увидеть на других картинах Россетти — «Рождественская песнь», «Монна Ванна», «Мариана», «Беседка на лугу», «Беатриче». Её платье и украшения девушки в единой красно-золотой гамме. В верхнем левом углу картины находится надпись Joli Coeur, в правом верхнем — монограмма Россетти и указание года (1867). Составитель A Catalogue Raisonné Вирджиния Сёртис отметила, что поза и лицо натурщицы схожи с девушкой слева с картины «Возлюбленная» (для этого образа также позировала Эллен Смит), поэтому она предположила, что «Joli Coeur» создавалась на основе старого эскиза к «Возлюбленной». Изначально работу купил Уильям Грэм, но позже она была приобретена промышленником Уильямом Тёрнером. Брат художника, критик Уильям Майкл Россетти, говорит, что это единственная работа Россетти, с которой «расстался» Уильям Грэм.